# MIN-NARAKEN
MIN-NARAKEN（みんならけん）は日本のイラストレーター、ゲームの原画家である。奈良県出身。

## 人物・略歴
大阪芸術大学卒業。アリスソフト所属。
1989年に発売された『あぶないてんぐ伝説』に原画スタッフとして初めて参加（当時は正社員でなくアルバイト）して以来、アリスソフトのスタッフとして様々な作品の原画を手掛けている。また、同社に所属しているおにぎりくんとHIROは大学の後輩に当たる。
過去に「藤村文彦」名義で漫画『ディファレント・レルム 夢幻の探索』を発表しており、漫画の原作で1993年にグローディアより発売されたPC-9801用ロールプレイングゲーム『ディファレント・レルム 久遠の賢者』のキャラクターデザインも務めている。

## 作品リスト

### アリスソフト
- あぶないてんぐ伝説[2]
- 闘神都市[2]
- 闘神都市II[2]
- D.P.S.[2]
- D.P.S.全部
- 闘神都市II そして、それから…
- 鬼畜王ランス
- 乙女戦記
- ALICEの館4・5・6
- 零式
- ママトト 〜a record of war〜
- SeeIn青 -シーンAO-
- 20世紀アリス
- 大悪司
- シェル・クレイル 〜愛しあう逃避の中で〜
- 魔女の贖罪
- ランスVI〜ゼス崩壊〜
- ウルトラ魔法少女まなな
- ALICEの館7
- GALZOOアイランド
- 闘神都市III[2]
- しゃーまんず・さんくちゅあり 巫女の聖域
- 大帝国
- 母娘乱館
- 武想少女隊ぶれいど☆ブライダーズ
- 母爛漫[3][2]

### アニメ
- 16bitセンセーション ANOTHER LAYER（第7話エンドカード[4]）
- ニートくノ一となぜか同棲はじめました（第3話エンドカード[5]）

### その他
- ディファレント・レルム 夢幻の探索（「藤村文彦」名義、アスキーコミックス、ISBN 978-4-7561-0877-7)
- ディファレント・レルム 久遠の賢者（「藤村文彦」名義、グローディア）

## 画集
- ALICESOFT Creator Works Vol.3 MIN-NARAKEN画集 豪華絢民（ホビージャパン、2019年7月19日初版発行、ISBN 978-4-7986-1956-9）[6]